# Свистуново (Широковский район)
Свистуново (укр. Свистунове) — село,
Розылюксембургский сельский совет,
Широковский район,
Днепропетровская область,
Украина.
Код КОАТУУ — 1225885709. Население по переписи 2001 года составляло 297 человек.
Близ села Свистуново в полукилометре от левого берега Днепра находится верхнепалеолитическая стоянка Дубовая балка. Местонахождение: левая  сторона  балки Дубовой ниже слияния её с балкой Капустянкой. 8 культурных горизонтов ориньякской культуры, либо более позднего времени. В горизонте найдена морская раковина Nassa reticulata, в горизонте 4 — двустворчатая Didacna sp.

## Географическое положение
Село Свистуново находится на расстоянии в 1,5 км от села Миролюбовка и в 3-х км от села Гречаные Поды.
Вокруг села несколько ирригационных каналов.

## Экология
- На расстоянии в 1,5 км от села расположены шламоотстойники ОАО «ЮГОК».